# Melanotaenia exquisita
The exquisite rainbowfish (Melanotaenia exquisita) là một loài cá thuộc họ Melanotaeniidae. Nó là loài đặc hữu của Úc.